# Donald E. Welsh
Donald Emory Welsh (* 6. Oktober 1943 in Youngstown, USA; † 6. Februar 2010 bei Tortola, Britische Jungferninseln) war ein US-amerikanischer Zeitschriftenverleger und Redakteur.

## Leben
Donald Welsh wurde als Kind von Clevelle und Edward Welsh in Youngstown, Ohio geboren.
Er studierte am Columbia College, wo er Mitglied der St. Anthony Hall war. Danach besuchte er das Cleveland-Marshall College of Law. Im Jahr 1996 heiratete er Bourne Floyd. Zusammen lebten sie in Boston Corner in New York und brachten eine Tochter mit dem Namen Lea zur Welt.
Im Alter von 66 Jahren ertrank Welsh bei Tortola bei den Britischen Jungferninseln.

## Karriere
Nach seiner Zulassung als Rechtsanwalt in Ohio arbeitete Welsh für die Cleveland Trust Company. Bald wechselte er zum Zeitschriftengeschäft und begann bei Fortune, einem Wirtschaftsmagazin, in der Werbeabteilung. Von dort aus wechselte er zum Verlag Rolling Stone und stieg dort zum „Associate Publisher“ auf.
Welsh war Herausgeber von Outside, einem Unternehmen und Magazin, dass von Rolling Stone Mitgründer Jann Wenner gegründet wurde. Welsh verließ Outside aber wieder, um die Zeitschriftenabteilung einer anderen Unternehmensgruppe zu leiten. Dort konzentrierte er sich hauptsächlich auf Kinderzeitschriften und schuf mehr als zwanzig von diesen, basierend auf bekannten Franchises wie etwa Looney Tunes, Micky Mouse, den Mighty Morphine Power Rangers und den Muppets. Schließlich kaufte er die Abteilung 1987 und nannte sie „Welsh Publishing Group“, verkaufte diese allerdings im Oktober 1994 an Marvel Comics wieder, stimmte aber zu, im Unternehmen zu bleiben.
1998 gründete er zusammen mit Arthur Frommer Arthur Frommerʼs Budget Travel. Es wurden etwa 70.000 Exemplare jeder Ausgabe im Zeitungskiosk verkauft und damit steuerte er auf eine Auflage von 400.000 Exemplaren bis Ende 1999 zu, kämpfte jedoch darum, seine Präsenz auszubauen. 1999 wurde es an Newsweek verkauft. 2002 gründete er das Magazin Budget Living, dass aber keinen kommerziellen Erfolg hatte. Es gewann jedoch den „General Excellence Award“ der American Society of Magazine Editors.